# Leesburg (Floride)
Pour les articles homonymes, voir Leesburg.
Leesburg est une ville située dans le comté de Lake en Floride, aux États-Unis.

## Démographie
| 1880 | 1890 | 1900 | 1910 | 1920  | 1930  |
| ---- | ---- | ---- | ---- | ----- | ----- |
| 200  | 722  | 765  | 991  | 1 835 | 4 113 |

| 1940  | 1950  | 1960   | 1970   | 1980   | 1990   |
| ----- | ----- | ------ | ------ | ------ | ------ |
| 4 687 | 7 395 | 11 172 | 11 869 | 13 191 | 14 903 |

| 2000   | 2010   | - | - | - | - |
| ------ | ------ | - | - | - | - |
| 15 956 | 20 117 | - | - | - | - |